# 주기철
주기철(朱基徹, 1897년 11월 25일~1944년 4월 21일)은 일제강점기 경상남도 창원시 진해구 출신으로 장로교 목사였다. 주기철(朱基徹) 목사의 원래 이름은 주기복(福)이었다. 한상동 목사와 더불어 일제강점기 신사참배 거부운동의 대표적인 인물이며 독립운동가다. 아울러 손양원 목사와 더불어 한국교회에서 가장 존경받는 목회자 중에 하나로 손꼽힌다. 아호(雅號)는 소양(蘇羊)이다. 일제강점기에 일제의 신사참배 강요를 거부하고 반대운동을 하여 일제로부터 10년형을 선고받아 복역 중 순교했다.

## 생애

### 학창 시절
1897년 11월 25일 경상남도 웅천군 읍내면 백일리(현 창원시 진해구 북부동)에서 주현성(朱炫聲)의 4형제 중 막내 아들로 태어났다. 원래 이름은 주기복(福)으로, 세례 후 '기독교를 철저히 믿는다'는 뜻의 주기철(朱基徹)로 바꾸었다.
웅천개통학교(현 웅천초등학교)를 졸업하고 평안북도 정주군 오산학교(현 서울 오산고등학교)에서 유학한다. 졸업 후 1915년에는 조선기독대학(현 연세대학교) 상경대학에 2기생으로 입학했으나 안질로 1년 만에 중퇴하고 고향인 웅천으로 귀향한다. 이후 교회활동을 열심히 하여 웅천교회의 집사로 추천되기도 한다. 1919년에는 남학회(南學會)를 조직, 3·1 운동에 참가한다.

### 청년기
1926년 조선예수교장로회신학교를 졸업하고 부산초량교회, 마산문창교회를 거쳐 1936년 은사 조만식으로부터 평양 산정현교회(山亭峴敎會)에 부임해줄 것을 요청받는다. 요청을 수락하여 1936년 평양 산정현교회에 초빙목사로 부임한다.
이 때 자기 희생을 통한 신앙실천을 강조하는 일사각오(一死覺悟)설교로 기독교 신앙실천과 배일사상 그리고 독립정신을 고취하면서 일제의 신사참배 강요를 거부한다.

### 수난
1938년 4월, 신사참배 강요를 반대하다가 1차 검속으로 일경에 체포되어 10년형을 선고 받았으나 6월에 풀려났다. 그러나 두달 후인 8월 제2차 검속에 체포되었다가 다시 1939년 1월 풀려났다. 같은 해 10월에는 제3차 검속에 체포되었다가 풀려났다. 1939년 12월 19일 불법 총회로 결의된 조선예수교장로회의 평양노회로부터 신사참배 결의에 따르지 않는다는 이유로 주기철 목사를 목사직에서 파면했다.
1940년 2월 산정현교회에서 '다섯 종목의 나의 기원'이라는 주제로 설교하였는데 이것이 그의 생전 마지막 설교가 된다. 같은 해 9월 제4차 검속으로 신사참배 반대자들을 일시에 검거할 때 함께 체포되었다가 1944년 복역 중 고문으로 인한 건강악화로 인해 48세를 일기로 순교하였다.

## 학력
- 창원 웅천초등학교 졸업.
- 1916년 서울 오산고등학교 (옛 평안북도 정주 오산학교) 졸업.
- 1926년 조선예수교장로회신학교 졸업.

## 사후
- 1963년 건국훈장 독립장이 추서되었다.

## 같이 보기
- 산정현교회
- 신사참배 강요
- 손양원
- 오윤선
- 조만식
- 최상림
- 한상동

## 참고자료
- 주기철 : 독립유공자 공훈록 - 국가보훈처
- 주기철 - 한국학중앙연구원